# Kjell Kleppe

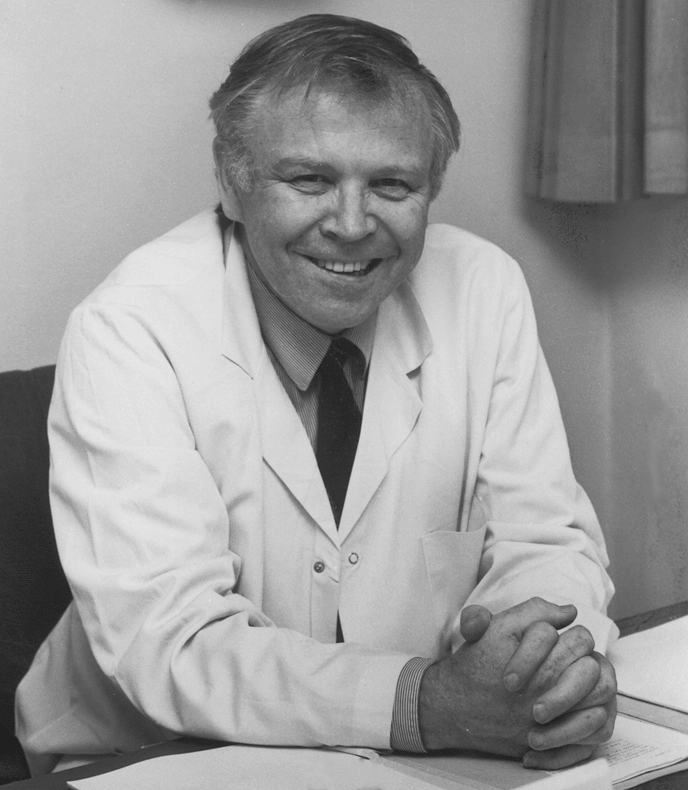
Kjell Kleppe (1985)

Kjell Kleppe (* 9. Dezember 1934; † 18. Juni 1988) war ein norwegischer Biochemiker und Molekularbiologe. Er gilt als einer der Pioniere in der Gentechnik in Norwegen und war an den Experimenten zu Vervielfältigung der DNA durch Gobind Khorana Ende der 1960er und Anfang der 1970er Jahre beteiligt.
Kjell Kleppe studierte von 1955 bis 1958 an der Universität Oslo und danach als Fulbright-Stipendiat an der University of Nebraska, an der er 1963 in Enzymologie promoviert wurde. Als Postdoktorand war er in der Abteilung Biochemie der University of Cambridge und am Norsk Hydro Institut für Krebsforschung in Oslo. Er war ab 1966 Assistent (Amanuensis), ab 1970 Dozent und ab 1976 Professor für Biochemie an der Universität Bergen. Mit Curt Endresen gründete er 1985 das gemeinsame Labor für Biotechnologie (Felleslaboratorium for bioteknologi, FLB, ab 1997 Teil des neuen Instituts für Molekularbiologie in Bergen) in Norwegen und war dessen erster Direktor. Er war maßgeblich daran beteiligt, dass die Universität 1990 ein Hochtechnologiezentrum (HIB) erhielt.
Kleppe war als Postdoktorand von 1968 bis 1970 bei Gobind Khorana an der University of Wisconsin und war auch Teil der Gruppe von Khorana, als dieser ans MIT ging. Die Forschung mit Khorana zur Vervielfältigung der DNA mit DNA-Polymerasen war eine Grundlage des Anfang der 1980er Jahre von Kary Mullis entwickelten Konzepts der Polymerase-Kettenreaktion, für die Mullis 1993 den Nobelpreis für Chemie erhielt.
Er war Mitglied der EMBO und der Norwegischen Akademie der Wissenschaften (1984).
Ihm zu Ehren gibt es die jährliche Kjell-Kleppe-Vorlesung in Bergen.